# Роман Кројцигер
Роман Кројцигер (чеш. Roman Kreuziger; Моравска Требова, 6. мај 1986) чешки је професионални бициклиста, који тренутно вози за UCI ворлд тур тим Дименжен Дата.
Кројцигер је ал араундер, прије свега брдаш, са добрим хронометарским способностима, што га чини конкурентом за генерални пласман на етапним тркама. Сматран је за једног од највећих талената након освајања јуниорског Свјетског првенства 2004 и Тур де Свис 2008, са 22 године, док је годину касније освојио Тур де Романди трку. Године 2011 прешао је у Астану, поништивши последњу годину уговора са Ликвигасом, јер је тим већ имао два лидера — Ивана Баса и Винченца Нибалија. Прве године као лидер Астане на Ђиро д’Италији освојио је класификацију за најбољег младог возача. Године 2013 прешао је у Тинкоф—Саксо и прве године освојио је Амстел голд рејс, као и пето мјесто на Тур де Франсу, гдје је радио за Алберта Контадора.
Године 2014 суспендован је од стране свјетске бициклистичке уније, док је трајала истрага око допинга, пропустио је Тур де Франс, а ослобођен је оптужби у септембру 2014. Након гашења Тинкофа на крају 2016, прешао је у Орику—Скот (садашњи Мишелтон—Скот).

## Дјетињство и јуниорска каријера
Роман Кројцигер рођен је 6. маја 1986, у Моравској Требови од родитеља Романа Кројцигера сениора и Хелене Кројцигерове. Његов отац је био професионални бициклиста, који је освојиио јуниорско Свјетско првенство у сикло кросу 1983 и друмску трку Тур оф Аустрија 1991. Кројцигер се од раног дјетињства бавио спортом, играо је фудбал и хокеј на леду, док је бициклизмом почео да се бави са 11 година, након што је добио на поклон за рођендан друмски бицикл. Његов први бицикл био је плаве боје, са розе наљепницом прасета. Првих година Романа је тренирао отац, док се касније придружио тиму Шкода Плзењ. Са 15 година придружио се јуниорском тиму Шумахер у Швајцарској, гдје је провео четири године. Прве године побиједио је на шест трка у сикло кросу, док је највеће успјехе остварио освајањем Ђиро дела Тоскана трке за јуниоре 2003 и 2004, Свјетског првенства за јуниоре 2004 и другог мјеста на Ђиро дела Ређиони трци 2005.
Дипломирао је на спортској и бизнис академији у Плзењу.

## Професионална каријера

### 2006—2008.
Професионалну каријеру почео је 2006 у италијанском професионалном тиму Ликвигас. Прве сезоне није остварио ниједну побједу, док су му најбољи резултати били 13 мјесто на Туру Словеније (гдје је био четврти у класификацији најбољих младих возача), и 15 мјесто на Туру Пољске (гдје је био пети у брдској класификацији). Свјетско првенство у друмској вожњи 2006. завршио је на 87 мјесту.
Сезону 2007 почео је у фебруару на Туру Медитерана, гдје је завршио на 13 мјесту. На Париз—Ницу дошао је као помоћник за Франка Пелицотија; пролог је завршио други, секунду иза Дејвида Милара. Четврту етапу завршио је на 18 мјесту, 56 секунди иза побједника Алберта Контадора и пао је на 15 мјесто у генералном пласману. Последњу, седму етапу, завршио је минут и 45 секунди иза Контадора и трку је завршио на 19 мјесту, два и по минута иза Контадора. Сезону је наставио на Сетимана чиклиста Ломбарда трци у Италији (итал. Settimana Ciclista Lombarda; досл недеља бициклизма у Ломбардији). Прва етапа био је пролог дуг 3 km за тимове, побиједио је Ликвигас, Кројцигер је прошао трећи кроз циљ. На првој етапи остварио је своју прву професионалу побједу, тријумфовао је двије секунде испред Ђузепеа Палумба и преузео лидерску мајицу. Мајицу је изгубио већ на другој етапи, завршивши два минута иза Александра Ефимкина и пао је на 11 мјесто у генералном пласману. на трећој етапи надокнадио је минут и трку је завршио на шестом мјесту, 45 секунди изабрао Ефимкина. Након добрих резултата и шестог мјеста на Тур де Романди трци, ушао је у састав тима за Вуелта а Еспању. Након двије равне етапе, које је завршио у групи, на трећој етапи изгубио је 30 секунди. На четвртој етапи изгубио је четири минута, док је у наставку губио вријеме и Вуелту је завршио на 21 мјесту, 33 минута иза побједника Дениса Мењшова.
Сезону 2008 почео је на Супер челенџ серији у Јужноафричкој Републици, која је састављена од три једнодневне трке, прву је завршио на шестом, другу на 43, а трећу на деветом мјесту. Након Вуелта Валенсијане и Париз—Нице, на којима није остварио добре резултате, возио је арденске класике. Амстел голд рејс завршио је на 53 мјесту, док је Флеш Валон завршио на 51 мјесту. Сезону је наставио у Швајцарској, на Тур де Романди трци. Трка је почела 1,9 km дугим прологом, који је завршио у групи возача са секундом иза побједника Марка Кевендиша. Након двије равне етапе, борба се наставила на хронометру на трећој етапи, који је Кројцигер завршио на шестом мјесту, 37 секунди иза побједника Андреаса Кледена. На краљевској, четвртој етапи, након велике борбе и напада фаворита, Кројцигер је завршио пети и дошао је до другог мјеста у генералном пласману. Последња етапа била је равна, није било напада, и Романдију је завршио на другом мјесту, 35 секунди иза Кледена. Након Романдије наставио је са тркама у Швајцарској, на Тур де Свис трци. Другу етапу завшио је на шестом мјесту, након чега су услиједиле три равне етапе. На шестој етапи Кирхен, Кледен и Кројцигер су остали заједно на челу у финишу етапе, али Кројцигер није имао снаге да их прати и завршио је трећи, шест секунди иза двојца који је на циљ стигао заједно. Хронометар на седмој етапи, Кројцигер је доминантно побиједио, 17 секунди испред Кледена, док су остали конкуренти за освајање трке завршили доста иза: Игор Антон минут и 48 секунди и Ким Кирхен три и по минута и Кројцигер је преузео лидераску мајицу. На последњој етапи није било промјена и Кројцигер је освојио трку 49 секунди испред Кледена. Након Швајцарске дебитовао је на Тур де Франсу, на који је дошао као помоћник за Винченца Нибалија. Прве борбе на Туру вођене су на 29 km дугом хронометру на четвртој етапи, који је Кројцигер завршио на 34 мјесту, минут и 50 секунди иза Стефана Шумахера. Велика борба одвијала се на шестој етапи, на четири брдска циља. Фаворити су нападали у финишу и пратили један другога, док је Рикардо Рико био најбољи у спринту, Кројцигер је завршио шести, седам секунди иза. На седмој етапи, Рикардо Рико је напао и одвојио се од групе фаворита на 25 km до циља; дошао је до соло побједе, док је Кројцигер завршио у групи возача који су завршили минут и 17 секунди иза. На етапи 16 вођена је велика борба за генерални пласан, Кројцигер је био ван ње, завршио је етапу четири минута иза. У наставку је губио вријеме и Тур је завршио на 13 мјесту, 13 минута иза Карлоса Састреа. У класификацији за најбољег младог возача завршио је други, минут и по иза Андија Шлека. Сезону је завршио 51 местом на Свјетском првенству у друмској трци.

### 2009.
Сезону 2009 почео је на трци Трофеј Сала Милор, коју је завршио на 51 мјесту. Након трка у Италији, возио је Париз—Ницу, коју није завршио, напусио је током последње етапе. Сезону је наставио на Вуелта ал Паис Васко трци. Након прве двије равне етапе, на трећој се водила борба; Алберто Контадор, Кадел Еванс, Самуел Санчез и Дамијано Кунего су се одвојили на последњем успону, Кројцигер није могао да их прати и завршио је 55 секунид иза побједника етапе — Алберта Контадора. Наредне двије етапе биле су такође равне, док је хронометар на последњој етапи завршио на 12 мјесту, минут и 45 секунди иза Контадора; трку је завршио на 10 мјесту у генералном пласману, два минута иза Контадора, који је освојио трку, док је завршио пет секунди иза сувозача Винченца Нибалија. Арденски класици почели су са Амстел голд рејсом, Кројцигер је напао при врху успона на 19 km до циља, направио је предност на спусту, након чега је Сергеј Иванов напао; Иванова је маркирао Нибали и нису одмакли, али на последњем успону Кројцигер није имао снаге и достигнут је. Амстел је завршиона 18 мјесту, у групи возача која је дошла осам секунди иза Иванова. Након арденских класика возио је Тур де Романди трку. Романдија је почела прологом, који је Кројцигер завршио пети, четири секунде иза Франтишека Рабона. На екипном хронометру на трећој етапи, Ликвигас је завршио 24 секунде иза тима Колумбије и Кројцигер је пао на девето мјесто у генералном пласману. Четврта етапа имала је четири успона и на њој су вођене одлучујуће борбе. Кројцигер је напао на последњем успону на 15 km до циља, на спусту су га стигли Тарамаје, Карпец и Кејсакоф; када се опет кренуло узбрдо, са неколико километара до циља, Кројцигер је напао и поново се одвојио: Тарамаје га је достигао, али није имао снаге у спринту и Кројцигер је побиједио на етапи, остваривши први тријумф у сезони, такође преузевши лидерску мајицу. Последња етапа била је спринтерска, није било промјена и Кројцигер је освојио Тур оф Романди. Сезону је наставио у Швајцарској, на Тур де Свис трци, гдје је бранио побједу од претходне године. Трка је почела прологом, на коме је Кројцигер завршио други, 19 секунди иза Фабијана Канчеларе. На четвртој етапи Кројцигер је изгубио минут и пао на осмо мјесто у генералном пласману. Добром вожњом на петој етапи дошао је до четвртог мјеста; на шестој етапи, напао је на три km до циља, стекао је 20 секунди предности, али га је на 175 m до циља стигао Ким Кирхен и тријумфовао. На хронометру на последњој, деветој, етапи, Кројцигер је завршиио седми, два минута иза Канчеларе и завршио је трку на трећем мјесту. Након Швајцарске, био је лидер Ликвигаса на Тур де Франсу, заједно са Нибалијем. Тур је почео хронометром, који је Кројцигер завршио на седмом мјесту, 32 секунде иза Канчеларе. На четвртој етапи вожен је екипни хронометар, Ликвигас је завршио четврти, 58 секунди иза Астане, због чега је Кројцигер већ имао минут и по заостатка иза Контадора, док је Нибали био пет секунди даље. На седмој етапи, до Андоре, изгубио је минут и 20 секунди од Контадора, након напада у последња три километра. Борба за генерални пласман настављена је на етапи 15; Контадор је напао на 5,7 km до циља и нико није могао да га прати, Кројцигер није могао да прати ни друге возаче и завршио је једанаести, два минута иза Контадора; у генералном пласману пао је на 16 мјесто, 4 и 40 иза Контадора. На етапи 17, Кројцигер је завршио шест минута иза водећег триа — Контадора и браће Шлек, али је због већих заостатака других возача дошао до 11 мјестау генералном пласману. Хронометар на 18 етапи завршио је на 63 мјесту и пао је на 12 мјесто у генералном пласману, два минута иза десетопласираног Ле Мевела. Етапа 20 била је последња у борби за генерални пласман, Кројцигер је завршио седми и дошао је до деветог мјеста у генералном пласману. Последња, етапа 21 била је равна, није било напада и Кројцигер је завршио Тур на деветом мјесту, док је у класификацији за најбољег младог возача завршио трећи, иза Андија Шлека и сувозача Винченца Нибалија, који је завшио седми у генералном пласману. Кројцигеру је накнадно припало осмо мјесто, након дисквалификације и поништавања резултата Ленса Армстронга, који је завршио трећи.
Недељу дана након Тура, возио је класик Сан Себастијан, у Шпанији. На 15 km до циља, Карлос Баредо и Пјерик Федриго су напали, Кројцигер је предводио возаче који су покушавали да их достигну; Луис Леон Санчез је достигао прво Федрига, а затим и Бареда, док су Кројцигер и Кирхен достигли Федрига и настави потјеру за лидерима. На спусту је Кројцигер достигао Бареда и Санчеза, на два km до циља и возио је соло до последњих 200 m, када га је достигао Баредо и одспринтао. Бареду је касније реултат поништен због допинга и побједа је припала Кројцигеру. Сезону је наставио на Вуелта а Еспањи, гдје је радио за Ивана Баса, завршивши Вуелту на 61 мјесту. Сезону је завршио на Свјетском првенству, гдје је возио друмску трку, али је није завршио.

### 2010.
Сезону 2010 почео је у фебруару, на Ђиро де Сардења трци. Циљ друге етапе био је на 12 km дугом успону; Ликвигас је радио на челу и на четири километра до циља група се смањила на 12 возача. Кројцигер је био најјачи у финишу и тријумфовао је у спринту седморице возача. Остале етапе биле су равне, није било промена и Кројцигер је освојио трку двије секунде испред Криса Хорнера. Сезону је наставио на Париз—Ници, гдје је на прологу завршио девети, 13 секунди иза Ларса Бума. На другој етапи, која је требало да буде за спринтере, група се раздвојила због вјетра; Кројцигер је био међу 15 водећих возача, завршивши десети у спринту. Након двије равне етапе, борба за генерални пласман настављена је на четвртој етапи, Кројцигер је завршио седми, 20 секунди иза Контадора; дошао је до трећег мјеста у генералном пласману и лидерске мајице у класификацији младих возача. На последњој етапи, на пролазном циљу након 18,5 km Луис Леон Санчез узео је двије секунде бонификације и преузео је треће мјесто, секунду испред Кројцигера, који је освојио бијелу мајицу, за најбољег младог возача. Валвердеу су касније поништени резултати остварени 2010 због допинга и Кројцигеру је припало треће мјесто. Након Нице, возио је италијански класик Милано—Санремо, гдје није остварио добар резултат, а затим је учествовао на Вуелта а Каталуњи. Пролог на првој етапи завршио је на 17 мјесту, осам секунди иза побједника — Пола Воса. На трећој етапи, Хавијер Тондо и Хоаким Родригез напали су на 50 km до циља и завршили су минут и 20 секунди испред главне групе. На четвртој етапи, Јенс Вогт је напао на успону на 20 km до циља, прешао је успон соло, док су га на спусту достигли Рејн Тарамаје и Кројцигер. Кројцигер је отпао од њих на 12 km до циља и завршио је етапу у главној групи, која је на циљ стигла 34 секунде иза Вогта и Тарамајеа. На наредним етапама није било промјена и Кројцигер је завршио трку на осмом мјесту у генералном пласману, минут и 22 секунде иза Родригеза. На Амстел голд рејсу, након велике борбе и напада завршио је пети, пет секунди иза побједника — Филипа Жилбера. За разлику од Амстела, није био конкурентан на друга два арденска класика. Сезону је наставио на Тур де Романди трци, гдје је претходних година остваривао добре резултате. На отварању на прологу, завршио је осми, седам секунди иза Марка Пинотија. Хронометар на трећој етапи завршио је на 21 мјесту, минут и 20 секунди иза Ричија Порта. На четвртој етапи изгубио је 20 минута и последњу етапу није стартовао. Након Романдије, наставио је са тркама у Швајцарској, возећи Тур де Свис, али није био конкурентан за подијум и завршио је трку на 16 мјесту.
Након Швајцарске, возио је Тур де Франс, гдје је био лидер тима заједно са Иваном Басом, изјавивши да коначно жели да докаже своју вриједност на гранд тур тркама. Тур је почео прологом, који је завршио на 20 мјесту, 30 секунди иза Канчеларе. Трећа етапа вожена је по калдрмисаним секцијама пута, Кројцигер је завршио минут и 46 секунди иза водећих возача, док је Басо завршио минут даље. Прве велике борбе за генерални пласман вођене су на осмој, првој брдској етапи. На 5,5 km до циља, након достизања свих возача који су били у бијегу, Кројцигер је први напао из мале групе фаворита, Контадор је одмах реаговао и достигао га. Нападали су и остали фаворити, а успјели су да се одвоје Анди Шлек и Самуел Санчез, који су одлучивали о побједнику етапе, док је Кројцигер завршио четврти, у групи возача који су на циљ стигли са десет секунди заостатка. Кројцигер је тако дошао до седмог мјеста у генералном пласману. Другог дана у Алпима, на деветој етапи, изгубио је скоро четири минута и пао на 11 мјесто у генералном пласману, 5 минута иза Андија Шлека. На првој етапи у Пиринејима, етапи 14, изгубио је два минута од других фаворита и пао на 12 мјесто. На контроверзној етапи 15, гдје је спао ланац Андију Шлеку, због чега је изгубио жуту мајицу од Алберта Контадора, Кројцигер је завршио минут и 20 секунди иза Контадора и вратио се на 11 мјесто, претекавши сувозача Ивана Баса, који је изгубио додатних минут и по. На етапи 17, на Турмалеу у последњих 10 km, Контадор и Анди Шлек су отишли од других фаворита, до циља су нападали један другога и возили раме уз раме; Кројцигер је завршио десети, два минута иза, али је надокнадио вријеме у односу на Лајпхајмера и Александра Винокурова, који су завршили са преко десет минута иза. Хонометар на етапи 19 завршио је на 79 мјесту, седам минута иза побједника, Фабијана Канчеларе, али је задржао девету позицију у генералном пласману. На последњој, етапи 20, није било промјена и Кројцигер је Тур завршио на деветом мјесту, 11 минута и 54 секунде иза побједника, Алберта Контадора. Контадор и Денис Мењшов су касније суспендовани, а реззултати су им поништени, те је Кројцигеру припало седмо мјесто. Сезону је завршио на Вуелта а Еспањи, гдје је радио за Винченца Нибалија, који је освојио трку. Кројцигер је Вуелту завршио на 28 мјесту, 38 минута иза Нибалија.

### 2011.
На крају 2010, Кројцигер је одлучио да поништи последњу годину уговора са Ликвигасом, јер је тим већ имао два лидера за наредну сезону: побједника Ђиро д’Италије 2010 — Ивана Баса и побједника Вуелта а Еспање 2010 — Винченца Нибалија. Прешао је у Астану, као замјена за Алберта Контадора, који је напустио тим на крају 2010. Изјавио је да више није био срећан у Ликвигасу и да му је била потребна промјена средине да би поново открио своју мотивацију. Сезону је почео у Португалу на Волта ао Алгарве трци. Трећу етапу завршио је на осмом мјесту, док је хронометар на последњој етапи завршио на 55 мјесту, минут и 46 иза Тонија Мартина и трку је завршио на 20 мјесту. Сезону је наставио на Париз—Ници, гдје је био лидер Астане, заједно са Александром Винокуровим. Прве борбе за генерални пласман вођене су на петој етапи, Кројцигер је завршио у групи са осталим фаворитима, 18 секунди иза Андреаса Кледена. Хронометар на шестој етапи завршио је на 47 мјесту, два минута иза Тонија Мартина; на седмој етапи је Кројцигеров сувозач Реми ди Грегорио напао у финишу и побиједио, док је Кројцигер завршио 18 секунди иза. На последњој етапи изгубио је пет минута и трку је завршио на 17 мјесту, седам минута иза Мартина. Сезону је наставио мјесец касније на Ђиро дел Трентину, гдје је тријумфовао на последњој, четвртој етапи, која је вожена до Мадоне ди Кампиљо, остваривши прву побједу након више од годину дана. Кројцигер је заједно са Емануелеом Селом и Јарославом Поповичем напао на 161,5 km до циља; опстали су испред групе до краја и Кројцигер је у спринту побиједио Селу. У генералном пласману завршио је на 15 мјесту, два и по минута иза Микелеа Скарпонија. Од арденских класика возио је само Лијеж—Бастоњ—Лијеж, гдје се борио за побједу. На 20 km до циља напали су Анди Шлек, Френк Шлек и Филип Жилбер, остали нису могли да прате; док је водећи трио одлучивао о побједнику, Кројцигер је на циљ стигао четврти, 24 секунде иза. За завршну припремну трку пред Ђиро д’Италију возио је Тур де Романди, коју је завршио на 63 мјесту, седам минута иза Кадела Еванса
На Ђиро д’Италији, Кројцигер је био лидер тима, док се Александар Винокуров спремао за Тур де Франс. Ђиро је почео етапним хронометром, који је Астана завршила 50 секунди иза ХТЦ-а. На трећој етапи, Ваутер Вејлант је пао на спусту са Пасо дел Бокоа и погинуо; због чега је четврта етапа била неутралисана, није се рачунала за генерални пласман, већ се одавала почаст Вејланту. На првој брдској, седмој етапи, фаворити су завршили у групи заједно, Кројцигер је у спринту завршио трећи. На деветој етапи, воженој до Етне, вођена је велика борба за генерални пласман. На 6,7 km до циља, Контадор је напао, пратио је Скарпони, док су Нибали, Кројцигер и остали фаворити посустајали; убрзо је и Скарпони отпао и Контадор је дошао до соло побједе, док су остали завршили 50 секунди иза. Кројцигер је дошао до седмог мјеста у генералном пласману, минут и 40 иза Контадора. На етапи 11, Џон Гадре је тријумфовао у спринту фаворита, док је Кројцигер завршио пети, са истим временом. Након једне равне етапе, борба је настављена на етапи 13, воженој до Гросглокнера. Нападали су Скарпони и Игор Антон у намјери да дистанцирају Контадора, али нису успјели. Када је Контадор напао, нико од фаворита није могао да га праи; Кројцигер није могао да прати темпо Гадреа и Антона и завршио је пети и дошао је до петог мјеста у генералном пласману, три и по минута иза Контадора. На етапи 14, воженој до Монте Зонколана, вођена је велика борба. На 7 km до циља, Антон и Контадор су напали и одвојили се; Кројцигер је губио контакт и са другим фаворитима, етапу је завршио на 15 мјесту, 3 и по минута иза Антона и Контадора, али је изгубио вријеме и од других возача, због чега је пао на девето мјесто у генералном пласману. На краљевској, етапи 15, Микел Ниеве је тријумфовао из бијега; Контадор и Скарпони су завршили два минута иза, док Кројцигер опет није имао снаге да испрати све фаворите и изгубио је још два минута. На етапи 16 вожен је хронометар, на којем је тријумфовао Контадор, док је Кројцигер завршио шести, 49 секунди иза. На етапи 19, Контадор је напао на километар и по, пратили су Нибали, Скарпони и Гадре, док је Кројцигер посустајао и завршио је 20 секунди иза; дошавши до седмог мјеста у генералном пласману јер је Денис Мењшов завршио 40 секунди даље. На последњој брдској етапи, до Сестријереа, на 10 km до циља, Хоаким Родригез је напао, касније су напали и Гадре, Скарпони и Мењшов, док Кројцигер није могао да одржи контакт са њима; изгубио је још времена, али је задржао 13 секунди испред Мењшова у генералном пласману. На последњој, етапи 21, вожен је хронометар дуг 26 km, Дејвид Милар је тријумфовао, док је Кројцигер завршио на 15 мјесту, минут и 26 секунди иза; надокнадио је минут у односу на Хосе Рухана и завршио је Ђиро на шестом мјесту, 11 минута иза Контадора. Уз шесто мјесто, освојио је класификацију за најбољег младог возача, два минута испред Стевена Кројсвајка.
Након Ђира возио је Тур де Франс, гдје је радио за Винокурова, завршио је Тур на 110 мјесту. Сезону је требало да заврши на Свјетском првенству, али није стартовао друмску трку.

### 2012.
Сезону 2012 почео је на класику у Алмерији (Класика дел Алмерија), коју је завршио на 58 мјесту. Прва етапна трка коју је возио у сезони био је Тирено—Адријатико. Трка је почела екипним хронометром, који је Астана завршила на петом мјесту. На четвртој етапи вођене су прве борбе у брдима. Непосредно прије последњег успона, десио се пад и група се подијелила; на 5 km до циља почео је завршни успон, на коме су бројни возачи нападали, али нису могли да се одвоје. На циљ су заједно дошли Кројцигер, Петер Саган, Винченцо Нибали, Данило ди Лука и Кристофер Хорнер; Кројцигер је први отворио спринт, Нибали га је прошао, али их је онда Саган обишао и побиједио, док је Кројцигер престигао Нибалија за друго мјесто. Захваљујући добром пласману на етапи дошао је до другог мјеста у генералном пласману. На краљевској, петој етапи, након достизања бјегунаца, први је напао Хоаким Родригез на 8 km до циља, али је одмах достигнут. Фаворити су формирали малу групу, а следећи је Нибали напао на 4 km до циља и одвојио се од групе. Кројцигер је одспринтао Хорнера за друго мјесто. На шестој етапи, фаворити су након свих напада завршили заједно, Кројцигер је у спринту завршио седми и задржао друго мјесто пред хронометар. Хронометар на последњој етапи био је дуг 9. Кројцигер га је завршио на 53 мјесту и пао је на треће мјесто у генералном пласману, изгубивши вријеме од Нибалија. Сезону у Италији наставио је на Ђиро дел Трентину. Трка је почела екипним хронометром, који је Астана завршила на другом мјесту, 10 секунди иза БМЦ-а. На другој етапи, Дамијано Кунего је напао на спусту са Пасо Редебуса, пратили су Кројцигер и Карлос Бетанкур; Кројцигер је у спринту завршио трећи, тако дошавши на друго мјесто у генералном пласману, три секунде иза Матијаса Франка. На трећој етапи, првој са брдском завршницом, Доменико Поцовиво је напао први, Кунего је први отпао, а након њега и Кројцигер, који је завршио пети, минут и 40 иза Поцовива, због чега је пао на пето мјесто у генералном пласману. На последњој, четвртој етапи, изгубио је још минут и 40 секунди и Трентино је завршио на шестом мјесту, два и по минута иза Поцовива. Сезону је наставио на Тур де Романди трци. Трка је почела прологом дугим 3,34 km, Кројцигер је завршио на 69 мјесту, 18 секунди иза Герента Томаса. Наредне четири етапе биле су равне, док је последња био хронометар дуг 16,5 km, тријумфовао је Бредли Вигинс, који је захваљујући побједи освојио трку, док је Кројцигер хронометар завршио на петом мјесту, 40 секунди иза Вигинса и завршио је шести у генералном пласману.
Фокус сезоне био је поново на Ђиру, гдје је био лидер Астане. Ђиро је почео 8,7 km дугим прологом, који је завршио на 28 мјесту, 36 секунди иза Тејлора Финија, али је завршио испред Баса, Скарпонија и других фаворита. На четвртој етапи вожен је екипни хронометар, Астана је завршила на трећем мјесту. Седма етапа била је средње тешка брдска етапа, са циљем на успону друге категорије — Рока ди Камбио. На 500 m до циља, Скарпони је напао, Паоло Тиралонго га је пратио и одспринтао за побједу, док је Кројцигер завршио 11 секунди иза. Борба је након двије равне етапе настављена на десетој етапи, у последњих пет километара. Након доста напада, Родригез је освојио етапу, док је Кројцигер завршио шест секунди иза и након десет етапа био је четврти у генералном пласману. На етапи 14, Кројцигер је изгубио 30 секунди и пао је на шесто мјесто. На етапи 15 изгубио је још 30 секунди од Родригеза, али је завршио у групи са другим фаворитима. На етапи 17, првој у Доломитима, Кројцигер је остао без снаге и изгубио је 11 минута, тако се опростивши од борбе за генерални пласман. Након испадања из борбе за генерални пласман, фокус је пребачен на етапне побједе. На етапи 19 Кројцигер је напао на 25 km до циља у покушају да достигне четворочлани бијег. На 11 km до циља, смањио је заостатак на минут и 20 секунди; доситигао их је на четири km до циља. километар касније, на последњем успону, остао је сам, предност је задржао до краја и побиједио је на етапи, 19 секунди исред Рајдера Хеседала. На последњој брдској, етапи 20, завршио је девет минута иза Томаса де Гендта, који је соло нападом на Стелвију дошао до трећег мјеста у генералном пласману; док је иза других фаворита каснио шест минута. Последња етапа био је хронометар, који је завршио на 83 мјесту и Ђиро је завршио на 15 мјесту, 20 минута иза Хеседала.
Сезону је наставио десет дана касније на Тур де Свис трци, гдје је на пролог на отварању завршио осми, 19 секунди иза Сагана. На другој етапи, Руи Коста је напао на 2 km до циља и тријумфовао, док је Кројцигер завршио десети, 20 секунди иза. Хронометар на седмој етапи завршио је на 16 мјесту, минут и 16 секунди иза Кејсакофа, али је надокнадио вријеме у односу на друге фаворите и дошао до другог мјеста у генералном пласману, 50 секунди иза Косте. На осмој етапи није могао да прати темпо у финишу и изгубио је 40 секунди од Френка Шлека и Роберта Хесинка, због чега је пао на шесто мјесто, 42 секунде иза Косте, у односу на кога је надокнадио вријеме. На деветој, последњој етапи, изгубио је још пет секунди у односу на возаче испред себе у пласману и завршио је на шестом мјесту, 47 секунди иза Руија Косте. Након Швајцарске, возио је трку око Пољске, али је није завршио, напустио је у току последње етапе. Заједно са Јаном Бартом, Кројцигер је изабран у тим Чешке за Олимпијске игре 2012, гдје је возио друмску трку и завршио је на 16 мјесту. До краја сезоне возио је Ју ес еј про челенџ трку, на којој није био конкурентан за генерални пласман и Свјетско друмско првенство, гдје друмску трку није завршио.

### 2013.
На крају 2012 напустио је Астану и прешао у Саксо—Банк (који је почетком 2013 промијенио име у Саксо—Тинкоф), тим Бјарнеа Риса, као први помоћник Алберта Контадора. Сезону је почео на Тур Медитеран трци, коју је напустио током четврте етапе. На Тирено—Адријатику радио је за Контадора. Трка је почела екипним хронометром, који је Саксо—Тинкоф завршио на петом мјесту, 29 секунди иза Омега Фарме. На четвртој етапи, Контадор је напао на 6 km до циља, док је Кројцигер заостајао. На етапи је тријумфовао Крис Фрум, док је Кројцигер завршио десети, минут иза. На петој етапи, Кројцигер је напао на 4 km до циља, али је тим Скај одмах реаговао и достигао га. Следећи је Родригез напао и створио предност која му је била довољна до циља, Кројцигер је завршио 22 секунде иза. На шестој етапи Нибали и Саган су напали, Родригез је једини реаговао, док је Кројцигер отпао од групе и завршио етапу два минута иза Сагана. Хронометар на последњој етапи завршио је на 56 мјесту, док је трку завршио на 13 мјесту, три минута и 55 секунди иза Нибалија. Први класик у сезони који је возио био је Гранд премио Мигел Индураин (велика награда Мигел Индураин), посвећена бившем бициклисти — Мигелу Индураину. Тријумфовао је Симон Шпилак, који је био у бијегу скоро од почетка трке; Кројцигер је завршио шести. Сезону је наставио у Шпанији, у покрајини Баскија, на трци Вуелта ал Паис Васко. Прве борбе за генерални пласман вођене су на трећој етапи, Кројцигер је возио за Контадора, а у финишу етапе је отпао од групе и завршио је 30 секунди иза. На четвртој етапи није могао да прати темпо Кинтане и Контадора, завршио је минут иза. Хронометар на последњој етапи завршио је на 24 мјесту; трку је завршио на 18 мјесту у генералном пласману, четири минута иза Наира Кинтане.
Након Шпаније, возио је сва три арденска класика. На Амстел голд рејсу био је у другој групи на друму, одакле је напао на 17 km до циља и стигао лидере. На 7 km до циља напао је из водеће групе и соло возио до циља; освојио је Амстел 22 секунде испред Алехандра Валвердеа. Мање успјеха имао је на Флеш Валону, гдје је завршио на 17 мјесту; док је Лијеж—Бастоњ—Лијеж завршио на 125 мјесту. Након класика вратио се етапним тркама, возио је Тур де Романди трку, коју је завршио на 30 мјесту у генералном пласману, пет минута иза Криса Фрума. Послије лошег резултата на Романдији, наставио је са тркама у Швајцарској; возио је Тур де Свис трку, која је почела са 8 km дугим хронометром, који је завршио на 70 мјесту, 44 секунде иза Камерона Мејера. На другој етапи Рајдер Хеседал је напао на 12 km до циља, достигнут је у финишу, када је Бауке Молема напао и тријумфовао; Кројцигер је завршио седми, у групи која је стигла 11 секунди касније. На трећој етапи, Кројцигер, Саган, Матијас Франк и Руи Коста су напали на спусту са последњег успона и брзо стекли предност. На километар до циља, Саган је напао, Коста пратио, док су Кројцигер и Франк посустајали. Кројцигер је завршио трећи, захваљујући чему је дошао до другог мјеста у генералном пласману. Након три равне етапе, борба за генерални пласман настављена је на седмој етапи. Молема је нападом издвојио малу групу, а новим нападом на почетку последњег успона, одвојио је групу, Кројцигер је остао у другој и завршио је 22 секунде иза Молеме и Косте, због чега је пао на треће мјесто у генералном пласману. На последњој етапи вожен је хронометром, Кројцигер га је завршио на седмом мјесту, минут иза Косте и завршио је трку на трећем мјесту, минут и 10 секунди иза Косте.
Ушао је у тим за Тур де Франс, као главни помоћник Контадора, уз Мајкла Роџерса. Тур је стартовао са доста равним и не тако захтјевним етапама у борби за генерални пласман, док је на четвртој етапи вожен екипни хронометар; Саксо—Тинкоф га је завршио на четвртом мјесту, девет секунди иза Орике. На првој брдској, осмој етапи, Ричи Порт и Крис Фрум су возили јаким темпом на последњем успону, фаворити су отпадали један по један, док није Фрум кренуо соло; Кројцигер и Контадор су возили заједно, завршивши минут и 45 секунди иза Фрума. Кројцигер је дошао до шестог мјеста у генералном пласману. На деветој етапи Фрум је изолован рано, Порт је отпао из главне групе и Кројцигер је напредовао на пето мјесто. Хронометром на етапи 11 завршио је на 16 мјесту, два минута иза Фрума, док је Контадор завршио три секунде испред; обојица су напредовали по једно мјесто, са скоро четири минута иза Фрума у генералном пласману. Етапа 13 била је равна и предвиђена за спринтере, али су возачи тима Саксо—Тинкоф услед вјетра, раздвојили групу на 30 km до циља, након чега је била велика борба на друму и мала разлика, све до 10 km до циља када је разлика почела да расте. На крају етапе, Кројцигер и Контадор су надокнадили минут у односу на Фрума и друге конкуренте. Кројцигер се попео на четврто мјесто. На етапи 15 вожен је Мон Ванту. Тим Скај је контролисао трку, на 7,5 km до циља на темпо су отпали сви осим Контадора, који је такође отпао кад је Фрум напао. Кројцигер је дошао до њега и возио до циља, покушавајући да лимитира губитке. Етапу су завршили минут и 40 иза Фрума, али су остали на трећем и четвртом мјесту. Брдски хронометар на етапи 17 завршио је на четвртом мјесту, 23 секунде иза Фрума; престигао је Молему и дошао на треће мјесто у генералном пласману. Етапа 18 вожена је до Алп ди Еза. Контадор је покушао да се дистанцира, али није имао снаге кад је Фрум напао. Фрума су пратили Кинтана и Родригез, док су Контадор и Кројцигер возили да сачувају мјеста на подијуму. На крају су завршили са преко два минута иза Кинтане и Кројцигер је пао на четврто мјесто, са 14 секунди испред Родригеза. На последњој брдској, етапи 20, поново су Фрум, Кинтана и Родригез отишли напријед, док је Кројцигер возио да сачува Контадору позицију на подијуму, али је у финишу отпао и Контадор је наставио сам. Кројцигер је етапу завршио два минута и 55 секунди иза Кинтане. Последња етапа била је равна, није било напада и завршио је Тур на петом мјесту.
Након Тур де Франса возио је класик Сан Себастијан. Напао је при врху последњег успона, али је достигнут на спусту, након чега је Тони Галопен напао и одвојио се. Галопен је освојио класик, док је Кројцигер завршио трећи, изгубивши у спринту од Валвердеа. Сезону је наставио на Вуелта а Еспањи, гдје је био лидер тима, док је Николас Роуч био друга опција. Вуелта је стартовала екипним хронометром, који је Саксо—Тинкоф завршио на седмом мјесту, 32 секунде иза Астане. На другој етапи изгубио је 14 секунди, док је на трећој изгубио још 13. Од борбе за генерални пласман опростио се на осмој етапи, гдје је изгубио пет и по минута. На деветој етапи возио је опуштено и завршио је на 193, претпоследњем мјесту, 17 минута иза Данијела Морена. У наставку трке радио је за Роуча, а током етапе 14 напустио је Вуелту и завршио сезону.

### 2014—2017.
Сезону 2014 почео је у фебруару, на Тур оф Оман трци. Трка је примарно намијењена спринтерима, са само једном брдском етапом — петом етапом. Успон на петој етапи био је дуг 5,7 km, Крис Фрум је нападом оставио све из себе и тријумфовао; Кројцигер је завршио десети, минут и 15 секунди иза. Последња етапа била је спринтерска и трку је завршио на осмом мјесту, минут и 25 секунди иза Криса Фрума. На Страде Бјанкију, напао је када је предност бјегунаца пала на 20 секунди, али је убрзо достигнут; Саган и Михал Квјатковски напали су на 21 km до циља, нико није могао да реагује. Кројцигер, Валверде, Кунего и Фабијан Канчелара формирали су потјеру, али нису успјели да се приближе; завршио је класик на петом мјесту, 40 секунди иза Квјатковског. Сезону је наставио на Тирено—Адријатику, гдје је радио за Контадора. Трка је почела екипним хронометром, који је Тинкоф—Саксо тим завршио на четвртом мјесту. Борбе за генерални пласман вођене су на првој брској, четвртој етапи. На 6 km до циља, Инчаусти је напао, Кројцигер је кренуо са њим и убрзо га оставио иза себе. На 1,8 km до циља Контадор је напао, док је Кројцигер успорио и чекао свог тимског лидера. Пратили су Кинтана и Порт, а након што је Контадор напао, само је Кинтана могао да прати. Кројцигер је завршио четврти, пет секунди иза и дошао је до шестог мјеста у генералном пласману. На петој етапи Контадор је напао на последњем успону и доминантно дошао до побједе, док је Кројцигер завршио седми, минут и 42 секунде иза, али је надокнадио вријеме у односу на друге возаче и дошао до трећег мјеста у генералном пласману, седам секунди иза Кинтане. Хронометар на последњој етапи завршио је на 26 мјесту, двије секунде иза Кинтане; Тирено је завршио на трећем мјесту, два минута и 14 секунди иза Контадора. Након Италије, сезону је наставио у Шпанији, на Вуелта ал Паис Васко трци, гдје није био конкурентан за генерални пласман; завршио је трку на 17 мјесту, шест минута иза Контадора. Тур де Свис трку завршио је на осмом мјесту, након чега је против њега покренут поступак за допинг, јер је свјетска антидопинг агенција пронашла аномалије у његовом биолошком пасошу у периоду из 2011 и 2012. Није му дозвољено да вози Тур де Франс и Вуелта а Еспању. Ослобођен је сумњи за допинг од стране Чешког олимпијског комитета крајем септембра 2014. и дозвољено му је да се врати бициклизму. Ипак, UCI је наставио истрагу, коју је хтио да одведе и пред суд за спортску арбитражу; потпуно је ослобођен свих оптужби у јуну 2015.
Сезону 2015 почео је опет на Тур оф Оман трци, гдје није био конкурентан и завршио је на 12 мјесту, минут и 56 секунди иза Рафала Валса. Тирено—Адријатико завршио је на десетом мјесту, након чега је возио класике. Милано—Санремо је завршен групним спринтом, док је Кројцигер завршио на 29 мјесту, девет секунди иза. Амстел голд рејс је такође завршен групним спринтом, након што нико није успио да се одвоји на Каубергу; завршио га је на 14 мјесту. Флеш Валон завршио је на 11 мјесту, у групи која је дошла четири секунде иза Валвердеа; након што није имао снаге да испрати напад Алехандра Валвердеа у последњим метрима. Најбољи резултат на класицима и у дотадашњем дијелу сезоне остварио је на Лијеж—Бастоњ—Лијежу, гдје је завршио пети. На 20 km до циља напао је на спусту са Карузом и Фуглсангом, стекли су 20 секунди предности, али су достигнути; у спринту најбржи је био Валверде. Контадор је прије почетка сезоне истакао да ће покушати да освоји и Ђиро и Тур де Франс; Кројцигер му је био први помоћник. Ђиро је почео екипним хронометром, који је Тинкоф завршио на другом мјесту. У наставку трке радио је за Контадора, који је освојио Ђиро, док је Кројцигер завршио на 28 мјесту, сат и 47 минута иза. И на Тур де Франсу радио је за Контадора и завршио је Тур на 17 мјесту, сат и два минута иза Криса Фрума. Сезону је наставио на Ју ес еј про челенџ трци. На шестој етапи је од самог почетка отишао у бијег са још пет возача и тријумфовао у спринту. То му је била прва побједа у сезони. Ипак, није био конкурентан у борби за генерални пласман и трку је завршио на 31 мјесту, 15 минута иза Роана Дениса. Сезону је завршио на једнодневним тркама у Канади, на којима није био конкурентан за побједу; док друмску трку на Свјетском првенству није завршио.
Сезону 2016 почео је Вуелта а Андалузија трци. Хронометар на четвртој етапи завршио је на 23 мјесту, 52 секунде иза Тиџеја ван Гардерена. Последњу, шесту етапу завршио је на петом мјесту, минут иза Валвердеа. Трку је завршио на шестом мјесту у генералном пласману. Након Шпаније возио је Тирено—Адријатико трку у Италији. На првој етапи вожен је екипни хронометар, који је Тинкоф тим завршио на четвртом мјесту. На четвртој етапи вожена су четири успона, Стефен Камингс је тријумфовао, док је Кројцигер завршио у групи, 25 секунди иза и дошао до десетог мјеста у генералном пласману. Последња етапа био је 10,1 km дуг хронометар, који је завршио на 55 мјесту, 49 секунди иза Канчеларе. Завршио је Тирено на десетом мјесту, 48 секунди иза Грега ван Авермата. На Вуелта ал Паис Васко трци радио је за Контадора, који је освојио трку, док је он завршио на 30 мјесту, 16 минута иза. Амстел голд рејс завршио је на 12 мјесту, у групи возача која је на циљ дошла четири секунде иза Енрика Гаспарота и Михаела Валгрена, који су напали на Каубергу и били недостижни за све. Флеш Валон завршио је на 11 мјесту, пет секунди иза Алехандра Валвердеа, који је напао на 500 m до циља и тријумфовао. Најбољи резултат остварио је на Лијеж—Бастоњ—Лијежу, гдје је завршио на седмом мјесту, у великој групи која је на циљ стигла 12 секунди иза Ваута Пулса. Једину побједу у сезони остварио је на националном првенству Чешке у друмској вожњи. Након Дофинеа возио је Тур де Франс, гдје је радиио за Контадора, али је Шпанац напустио Тур током девете етапе због повреде и Кројцигер је био нови лидер тима. На етапи 20 напао је средином етапе и дошао до десетог мјеста у генералном пласману. На последњој етапи није било промјена и завршио је Тур на десетом мјесту. До краје сезоне возио је класике, на којима није био успјешан.
На крају 2016 тим Тинкоф се угасио, Кројцигер је прешао у Орику—Скот, са циљем да помогне браћи Јејтс у борби на гранд тур тркама. Сезону 2017 почео је крајем фебруара на Абу Даби Туру, који је завршио на 22 мјесту у генералном пласману. Тирено—Адријатико није завршио, док на Вуелта ал Паис Васко трци није био конкурентан за генерални пласман, завршио је на 33 мјесту. Са слабим резултатима наставио је и на арденским класицима, гдје му је најбољи резултат било 27 мјесто на Лијеж—Бастоњ—Лијежу. Тур де Романди и Критеријум ди Дофине завршио је далеко од борбе за генерални пласман, након чега је возио Тур де Франс као помоћник Сајмону Јејтсу. Најбољи резултат остварио је на осмој етапи, када је отишао у бијег и завршио етапу на петом мјесту. У наставку Тура није се борио за етапне побједе и завршио је на 24 мјесту у генералном пласману. Једину побједу у сезони остварио је на једнодневној трци у Аустрији Про Ецталер, гдје је дошао до соло побједе, 43 секунде испред Симона Шпилака. На осталим класицима није имао успјеха, док је друмску трку на Свјетском првенству завршио на 48 мјесту.

### 2018.
Сезону 2018 почео је на Волта а ла Комунитат Валенсијана (шп. Volta a la Comunitat Valenciana; досл. Вуелта Валенсијанске покрајине) трци. На другој етапи, Валверде је напао при врху последњег успона, заједно са Фугсангом; Кројцигер и остали су покушавали да их достигну, али завршили су 19 секунди иза. Организатори су одлучили да неутрализују времена остварена на екипним хронометру на трећој етапи, због лошег времена; На четвртој етапи Валверде је опет био најбољи на успону, док је Кројцигеер завршио осми, 18 секунди иза. На последњој етапи није било промјена и завршио је тру на осмом мјесту у генералном пласману, 57 секунди иза Валвердеа. Након трка у Мурсији и Алмерији, сезону је наставио на Абу Даби Туру, који је завршио на 14 мјесту, минут и 40 секунди иза Валвердеа. На Париз—Ници радио је за Сајмона Јејтса и завршио је на 19 мјесту, 15 минута иза побједника — Марка Солера. Мјесец дана након Париз—Нице, возио је Арденске класике. На Амстел голд рејсу, Алехандро Валверде је напао на последњем успону, пратило га је осам возача. На 5 km до циља Михаел Валгрен је напао, али су остали одмах реаговали. На 2,5 km до циља, Валгеен је поново напао, Кројцигер је пратио, док су Жилијен Алафилип, Валверде и Петер Саган су чекали један на другога да реагују, захваљујући чему су се Валгрен и Кројцигер одвојили. Кројцигер је први почео да спринта, али га је Валгрен одспринтао и освојио је Амстел. Ардеснску недељу наставио је на Флеш Валону, гдје су сви покушавали да прекину доминацију Валвердеа. На последњем успону — Мур де Хују, тим Квик—Степ Флорс је са Максом Шахманом и Бобом Јунгелсом, који су радили за Алафилипа, неутралисао нападе, док је на 150 m до циља Јеле Ванедерт напао; Алафилип га је престигао и тријумфовао, тако прекинувши низ Алехандра Валвердеа од четири узастопне побједе. Валверде је завршио други, док је Кројцигер поражен у спринту са Ванедертом та треће мјесто и завршио је четврти. На Лијеж—Бастоњ—Лијежу поново је Квик—Степ Флорс доминирао; Боб Јунгелс је напао на 18 km до циља и нико није успио да га достигне. Кројцигер је завршио на осмом мјесту.
У мају, ушао је у састав тима Митчелтон—Скот за Ђиро д’Италију 2018, гдје је радио за Сајмона Јејтса и Естебана Чавеза. Старт Ђира 2018 био је у Јерусалиму, у Израелу, у част прославе 70 година од стварања државе Израела. Трка је стартовала 9,7 km дугим хронометром у Јерусалиму, који је Кројцигер завршио на 48 мјесту, 55 секунди иза побједника — Тома Димулена. Четврту етапу до Калтађиронеа завршио је на шестом мјесту, четири секунде иза водећих. На шестој етапи, Чавез и Јејтс су стигли заједно на циљ, прослављајући дуплу побједу тима, док је Кројцигер завршио пет и по минута иза. Након добрих вожњи и доласка на друго мјесто у генералном пласману, Чавез је на десетој етапи патио од алергије и отпао је од групе на више од 100 km до циља. Кројцигер је радио на челу, покушавајући да смањи заостатак, али је он само растао и одустали су од потјере; етапу су завршили 25 минута иза главне групе. На етапи 19, радио је за Јејтса, који је отпао већ на почетку Коле деле Финестреа; Јејтс није имао снаге и одустали су од потјере. Кројцигер је Ђиро завршио на 55 мјесту.

## Резултати на Гранд тур тркама
| Гранд тур трке  | 2007 | 2008 | 2009 | 2010 | 2011 | 2012 | 2013 | 2014 | 2015 | 2016 | 2017 | 2018 | 2019 |
| --------------- | ---- | ---- | ---- | ---- | ---- | ---- | ---- | ---- | ---- | ---- | ---- | ---- | ---- |
| Ђиро д’Италија  | —    | —    | —    | —    | 5    | 15   | —    | —    | 28   | —    | —    | 55   |      |
| Тур де Франс    | —    | 12   | 8    | 7    | 112  | —    | 5    | —    | 17   | 10   | 24   | —    |      |
| Вуелта а Еспања | 21   | —    | 61   | 28   | —    | —    | DNF  | —    | —    | —    | —    | —    |      |

| —   | Није учествовао    |
| DNF | Није завршио трку. |